# Jack Gilford
Jack Gilford (født 25. juli 1908, død 4. juni 1990) var en amerikansk Broadway, film- og tv-skuespiller. Han blev nomineret til en Oscar for bedste mandlige birolle for Manden i midten (1973).